# Estação Bulhvar Dmitria Donskogo
Bulhvar Dmitria Donskogo (em russo:  Бульвар Дмитрия Донского) é uma estação terminal da linha Serpukhovsko-Timiriasevskaia (Linha 9) do Metro de Moscovo, na Rússia. Estação «Bulhvar Dmitria Donskogo» está localizada após a estação «Annino».